# DVD6C
DVD6C授权机构(英語：DVD6C Licensing Agency)或DVD6C授权集团(英語：DVD6C Licensing Group)是一个签发生产DVD光盘、播放机、驱动器、记录器、解码器和编码器等所需专利许可组合的行业联盟。
此集团包含九名成员: 日立製作所, JVC, 松下電器 (Panasonic), 三菱电机, 三洋電機, 夏普, 东芝, Warner Home Video 及 三星集团.